# ポスト・バップ
ポスト・バップ（Post-bop）は、1960年代前半から半ばにかけてアメリカで発展したスモール・コンボ・ジャズのジャンル。マイルス・デイヴィス、ウェイン・ショーター、ハービー・ハンコック、ジョン・コルトレーン、ジャッキー・マクリーンなど、このジャンルのパイオニアは、アヴァンギャルド・ジャズ、モード・ジャズ、フリー・ジャズの同時代における発展とともにハード・バップと合成したものを作り上げ、複雑で実験的な音楽を生み出した。その風味はまだバップの伝統に根ざしており、ハード・バップで優勢なブルースやソウルの傾向はあまりない。この運動は、後の世代のアコースティック・ジャズとフュージョンのミュージシャンたち双方に大きな影響を与えた。

## 定義
ポスト・バップとは、1950年代後半から1960年代にかけて出現した、ビバップ、ハード・バップ、モード・ジャズ、アヴァンギャルド・ジャズ、フリー・ジャズの原則を組み合わせた音楽群を指すが、初期のジャズの伝統からも逸脱している。ポスト・バップは、年代的にはビバップ以降の様々なジャズ音楽を指すことがあるが、一般的な理解では、ポスト・バップは、マイルス・デイヴィスの第2次クインテットによって結晶化したジャズ・アンサンブルへのよりオープンなアプローチや、同グループやクラシックなジョン・コルトレーン・カルテットのモード感の強さという影響を反映した音楽とされている。
音楽学者のジェレミー・ユドキンによれば、ポスト・バップは「バップの慣習や新しいジャズの明らかに形のない自由さ」には従っていない。彼はサブジャンルの定義で次のように書いている。
フォーム、テンポ、拍子がより自由になり、すべての構成が新しくなり、バンド・メンバー自身が注目の作曲家となります……。極端に抽象的で強烈なアプローチで、ドラマーがリズムや色彩的に独立するための空間が作られています。―モードとコードのハーモニー、柔軟なフォーム、構造化されたコーラス、メロディのバリエーション、そして自由な即興を取り入れたアプローチです。
研究家のキース・ウォーターズによると、ポスト・バップの録音に見られる特徴として、モード・ジャズに特徴的なゆっくりとした和声リズム、基礎となる和声構造の「内側」と「外側」を演奏するテクニック、リズム・セクションの伴奏に対する対話的（または会話的）アプローチ、珍しい和声進行、和声またはメトリックの重ね合わせの使用、テーマメロディ (head) の表現やコーラスの構造即興の珍しい基礎の形式設計、または即興時の基礎となるコーラス構造の完全な放棄などがあるとしている。

## 歴史
マイルス・デイヴィスの第2次クインテットは1964年から1968年にかけて活動し、ピアニストのハービー・ハンコック、ベーシストのロン・カーター、サックス奏者のウェイン・ショーター、ドラマーのトニー・ウィリアムスをフィーチャーした。All About JazzのC・マイケル・ベイリーによると、彼らはポスト・バップを導入した『E.S.P.』(1965年)、『マイルス・スマイルズ』(1967年)、『ソーサラー』(1967年)、『ネフェルティティ』(1968年)、『マイルス・イン・ザ・スカイ』(1968年)、『キリマンジャロの娘』(1968年)という6枚のスタジオ・アルバムを録音している。

## 遺産
ポスト・バップ・ミュージックの抽象性と自由な形は、1970年代のフュージョン・ミュージックに影響を与えた。それはジャズという音楽を、より創造的な自由と演奏を取り入れた別のレベルに変えた。『Miles Davis, Miles Smiles, and the Invention of Post Bop』という本によると、「マイルス・デイヴィスは真にポスト・バップを始めた人物であり、彼自身の創造力によってフュージョンとハード・バップという遺産にも挑み続けた人物である」。

## 参考
- 新主流派